# خطط تحديث الجامعات الفرنسية
خلال تسعينيات القرن العشرين والعقد الأول من القرن الواحد والعشرين؛ أطلقت الحكومات الفرنسية خطط تحديث الجامعات الفرنسية (تسمى بالفرنسية، plans de modernisation des universités françaises).
وقد كانت الاستثمارات الحكومية هامة للغاية؛ وخاصة من أجل تطوير مراكز أكاديمية جديدة قبل مايو 1968 وبعده. ومع ذلك، فقد حظيت خطتا التحديث هاتين بمزيد من الترويج والدعاية الإعلامية.

## جامعة 2000
اعتمد مجلس الوزراء هذه الخطة في 23 مايو 1990. وبتمويل أولي بلغ 32 مليار فرنك فرنسي على مدى خمس سنوات (1991-1995)، كانت ستزيد عدد المباني؛ بينما كانت أعداد الطلاب في تزايد. وفي عام 1994 تم تمويل العمليات بواسطة عقد مشروعات الدولة-الإقليم (Contrat de projets État-région, CPER). وبلغ الإجمالي النهائي للتمويل 40 مليار فرنك.
وساعد هذا المخطط في بناء مبانٍ جديدة بلغت مساحتها 3,5 مليون مترٍ مربع للتعليم العالي والبحث، بما في ذلك:
- ثمانية جامعات جديدة
- 196 قسمًا في المعاهد الجامعية للتكنولوجيا و24 من المعاهد الجامعية للتكنولوجيا الكاملة
- 7 مراكز أوروبية (أصبحت مراكز الأبحاث والتعليم العالي)

## جامعة الألفية الثالثة
إن خطة جامعة الألفية الثالثة، والتي تجمع بين الدولة والسلطات المحلية، عبارة عن خطة واسعة النطاق بلغت ميزانيتها 50 مليار فرنك فرنسي. وهي جزء من منهج شامل؛ هو مخطط المنفعة العامة للتعليم العالي والبحث. وعلى غرار الخطة السابقة؛ تم تمويل جانب كبير من هذه الخطة من خلال عقد مشروعات الدولة-الإقليم 2000-2006 (42 مليار فرنك)
وكان هذا المخطط يهدف إلى تحقيق ما هو أكثر من مجرد بناء منشآت جديدة، حيث كان يسعى إلى إعادة تأهيل المنشآت القائمة. وقد بُذل جهد خاص من أجل الحياة الطلابية حيث تم تخصيص 25٪ من التمويل للمكتبات والمطاعم والسكن الطلابي.

## خطة الحرم الجامعي
تختلف خطة الحرم الجامعي (بالفرنسية: Plan campus) عن هاتين الاثنتين في ناحيتين على الأقل :
- تتعلق بعدد محدود من الجامعات
- تم تنفيذها بالمشاركة بين القطاع العام والخاص[9]

## القرض الكبير
حصل التعليم العالي والبحث العلمي على مبلغ قيمته 22 مليار يورو من قرض كبير بلغت قيمته 35 مليار يورو. وعلى وجه الخصوص:
- مبادرات التميز: 7,7 مليار
- خطة الحرم الجامعي: 1.3 مليار
- تجهيزات التميز: 1 مليار
- مختبرات التميز: 1 مليار
- يتم تنظيم كل برنامج من هذه البرامج بواسطة مناقصة يجب أن تستوفيها المؤسسات. وضمن هذه الخطة، حصلت جامعة ساكلي على مليار يورو.

## قائمة المصادر
- La gestion de leur patrimoine immobilier par les universités, condition d’une autonomie assumée (Management of their property by universities, provided autonomy assumed) ([وصلة مكسورة]) (Cour des comptes)
- Jean-Léonce Dupont, Voyage au bout… de l'immobilier universitaire (Jean-Léonce Dupont, Journey to the end... of the university buildings), 18th of March 2003 () (Sénat)
- « Le programme U3M (université du troisième millénaire) » Bernard Toulemonde, Le système éducatif en France (U3M program (University of the Third Millennium)), La Documentation française, Paris, 2003, (ISBN 2-11-005380-1), p. 104